# Hotel Tropicana (Lied)
Hotel Tropicana ist ein Lied der deutschen Pop- und Schlagersängerin Vanessa Mai, das sie unter dem Musikprojekt Wolkenfrei veröffentlichte. Das Stück ist die dritte Singleauskopplung aus dem gleichnamigen Studioalbum. Als Hotel Tropicana (Miami Havana) erschien auch eine internationale Version des Liedes.

## Entstehung und Artwork
Geschrieben wurde das Lied gemeinsam von Felix Gauder, Daniel Gramer und Oliver Novakovic. Gauder zeichnete darüber hinaus auch für die Abmischung, Aufnahme, das Mastering, die Produktion und Programmierung zuständig.
Auf dem Frontcover der Single ist – neben Künstlernamen und Liedtitel – Vanessa Mai zu sehen. Das Bild entstand beim Musikvideodreh zur Single Uns gehört die Welt auf Teneriffa. Es zeigt lediglich Vanessa Mai Brust aufwärts, von der Seite in einer bräunlich, leicht transparenten Bluse, die ihren Blick zur Kamera gerichtet hat. Die Fotografie entstand durch die Leipziger Fotografin Sandra Ludewig, die in der Vergangenheit schon diverse Fotoshootings mit Mai durchführte.
Ein alternatives Coverbild zu einem Promo-Tonträger verwendet das gleiche Bild des gleichnamigen Albums. Das Bild entstand ebenfalls durch Sandra Ludewig beim Musikvideodreh zu Uns gehört die Welt und zeigt Mai, während sie mit verschränkten Armen aus dem Fenster eines VW-Busses lehnt und dabei in die Kamera schaut.

## Veröffentlichung und Promotion
Die Erstveröffentlichung von Hotel Tropicana erfolgte als Promo-Single am 17. März 2023 (Katalognummer: 19658995237). Diese erschien als digitale Single durch Ariola und beinhaltet das Original sowie den sogenannten „Hazienda Mix“ zu Uns gehört die Welt als B-Seiten. Zwei Wochen später erschien es als Teil des gleichnamigen Studioalbums am 31. März 2023. Auf diesem befindet sich auch der sogenannte Hotel Tropicana (Hit Mix), dessen Teil es ebenfalls ist. Die Veröffentlichung als offizielle Single folgte fast vier Monate nach der Erstveröffentlichung als Promo am 7. Juli 2023. Diese erschien ebenfalls als digitale Single zum Download und Streaming durch das Musiklabel Ariola (Katalognummer: 19687125104). Sie setzt sich aus der Albumversion sowie einem „DJ Mix“ und der sogenannten „Miami-Havana-Version“ zusammen. Der Vertrieb erfolgte durch Sony Music Entertainment, verlegt wurde es durch AFM Publishing, Edition Intro Meisel und OneTwoFour Publishing. Es ist die dritte und letzte Singleauskopplung aus Hotel Tropicana.
Um das Lied zu bewerben, absolvierte Mai unter anderem Liveauftritte zur Hauptsendezeit in der Giovanni Zarrella Show (22. April 2023), der Starnacht am Neusiedler See (3. Juni 2023), oder der Starnacht am Wörthersee (8. Juli 2023). Bei dem Auftritt in der Giovanni Zarrella Show fand während der Show eine Social-Media-Abstimmung statt, in der zwischen den Liedern Die Zeit heilt alle Wunden und Hotel Tropicana abgestimmt werden konnte. Darüber hinaus erfolgte ein Auftritt bei Immer wieder sonntags (21. Mai 2023). Mit der Single-Veröffentlichung untermalte das Lied zudem einen Werbespot zur VOX-Doku-Soap Zwischen Tüll und Tränen.

## Hintergrund
Mit Hotel Tropicana (Miami Havana) veröffentlichte Vanessa Mai erstmals offiziell einen englischsprachigen Titel. In der Vergangenheit nahm sie bereits anderssprachige Titel auf. So kollaborierte sie unter anderem mit Natti Natasha und Becky G, wobei sie für den spanischen Titel Ram pam pam eine neue Deutsche Strophe einsang, oder nahm ihren eigenen Titel Highlight in einer deutsch-kroatischen sowie deutsch-spanischen Version auf. Auf Englisch sang sie ebenfalls in der Vergangenheit, so bei einem Livestream-Event zur Veröffentlichung von Metamorphose den Gnarls-Barkley-Titel Crazy, oder auch Faded während eines Gastauftritts bei Alan Walkers Different World Tour in München am 3. Dezember 2018. Jedoch erschien zuvor kein Tonträger von Mai mit einem englischen Titel.

## Inhalt
Der Liedtext zu Hotel Tropicana ist in deutscher Sprache verfasst. Die Musik und der Text wurden gemeinsam von Felix Gauder, Daniel Gramer und Oliver Novakovic geschrieben beziehungsweise komponiert. Die Autoren des deutschsprachigen Originals zeichneten darüber hinaus auch für die englischsprachige Version verantwortlich. Musikalisch bewegt sich das Lied im Bereich der Popmusik, stilistisch im Bereich des Schlagers. Das Tempo beträgt 126 Schläge pro Minute. Die Tonart ist Fis-Dur.
Inhaltlich handelt das Lied von Freiheit, einfach dem Alltag zu entfliehen („Komm, lass uns abhau’n, sag dem Alltag au revoir“) und spontan um die Welt zu reisen („Lass doch diе Koffer, lass uns einfach so fahr’n“). Mai singt dabei von Reisen ohne Rückflugticket („Mit ’nem One-Way-Ticket für zwei“) und den Zielen Havanna oder auch Miami. Sie selbst beschrieb Hotel Tropicana als eine Art Neuauflage von Wolke 7 und einem ihrer „absoluten Lieblingssongs“ des gleichnamigen Albums. Es sei frech, total eingängig und der progressivste, modernste Titel auf dem Album. Ein Titel, der so richtig abgehe.
Aufgebaut ist das Lied auf zwei Strophen, einem Refrain und einer Bridge. Es beginnt mit der ersten Strophe, die als Vierzeiler geschrieben wurde. Daran schließt sich, zur Einleitung des Refrains, zunächst der sogenannte „Pre-Chorus“ als Septett mit einem Dreireim und zwei Paarreimen an, ehe der eigentliche Refrain einsetzt. Der Hauptteil des Refrains setzt sich aus acht Zeilen zusammen. Dieser klingt mit dem sogenannten „Post-Chorus“ aus, der lediglich aus dem sich wiederholenden Ausruf „Hotel Tropicana“ besteht. Der gleiche Aufbau wiederholt sich mit der zweiten Strophe, allerdings verfügt der zweite Pre-Chorus über einen neuen Text und der Post-Chorus wiederholt sich nicht. Auf den zweiten Refrain folgt als Zwischenstück die Bridge, die eine Wiederholung des ersten Pre-Chorus’ ist. Danach endet das Lied mit dem dritten Refrain, der diesmal ohne Pre-Chorus und nur in einer gekürzten Version des Hauptteils erfolgt. Den Abschluss bildet der Post-Chorus.
| „Hotel Tropicana, Miami, Havanna. Komm und flieg mit mir, auf und davon. Tropicana, will den Endless Summer. Unser Ziel ist da, wo die Sonne wohnt. Wir heben ab. Immer nur Richtung Horizont. Hotel Tropicana, Miami, Havanna. Komm und flieg mit mir, auf und davon.“ – Refrain, Original | „Hotel Tropicana, Miami, Havanna. Baby, fly with me to paradise. Tropicana, give me endless summer. Come escape with me, we’re leaving tonight. I see you there. With the sun setting in your eyes. Hotel Tropicana, Miami, Havanna. Baby, fly with me to paradise.“ – Refrain, Miami-Havana-Version |

## Mitwirkende
| Liedproduktion - Felix Gauder: Abmischung, Komponist, Liedtexter, Mastering, Musikproduzent, Programmierung, Tonmeister - Daniel Gramer: Komponist, Liedtexter - Vanessa Mai: Gesang - Oliver Novakovic: Komponist, Liedtexter Visualisierung - Sandra Ludewig: Fotograf (Cover) | Unternehmen - AFM Publishing: Verlag - Ariola: Musiklabel - Edition Intro Meisel: Verlag - OneTwoFour Publishing: Verlag - Sony Music Entertainment: Vertrieb |

## Rezeption

### Rezensionen
Das deutschsprachige Internetradio Ballermann Radio beschrieb Hotel Tropicana als sorglose Urlaubshymne mit All-Inclusive-Garantie, der eine entspannte Zeit zu zweit, kühle Drinks am Pool und jede Menge heißer Sommer-Vibes verspreche. Der Vibe wurde perfekt eingefangen und der Sound lasse Erinnerungen an die erfolgreichen deutschen Eurodance-Produktionen der 1990er-Jahre wach werden. In dem Lied kombiniere Wolkenfrei tanzbare Dance-Einflüsse mit modernem Popschlager zu einem echten Beach-Party-Stimmungshit und entführe ihr Publikum so aus dem grauen Alltag, um sich mit in eine unbeschwerte Welt zu träumen.

### Charts und Chartplatzierungen
Hotel Tropicana verfehlte die offiziellen Singlecharts, erreichte jedoch Rang vier der wöchentlichen deutschen Konservativ Pop Airplaycharts (8. September 2023). In den monatlichen Konservativ Pop Airplaycharts belegte das Lied Rang fünf (August 2023). Darüber hinaus erreichte es Rang 70 der deutschen Downloadcharts (24. März 2023). 2023 belegte das Lied Rang 27 der Konservativ Pop Airplay-Jahrescharts.